# Presentació
|  | Per a altres significats, vegeu «Presentació de Jesús al Temple». |

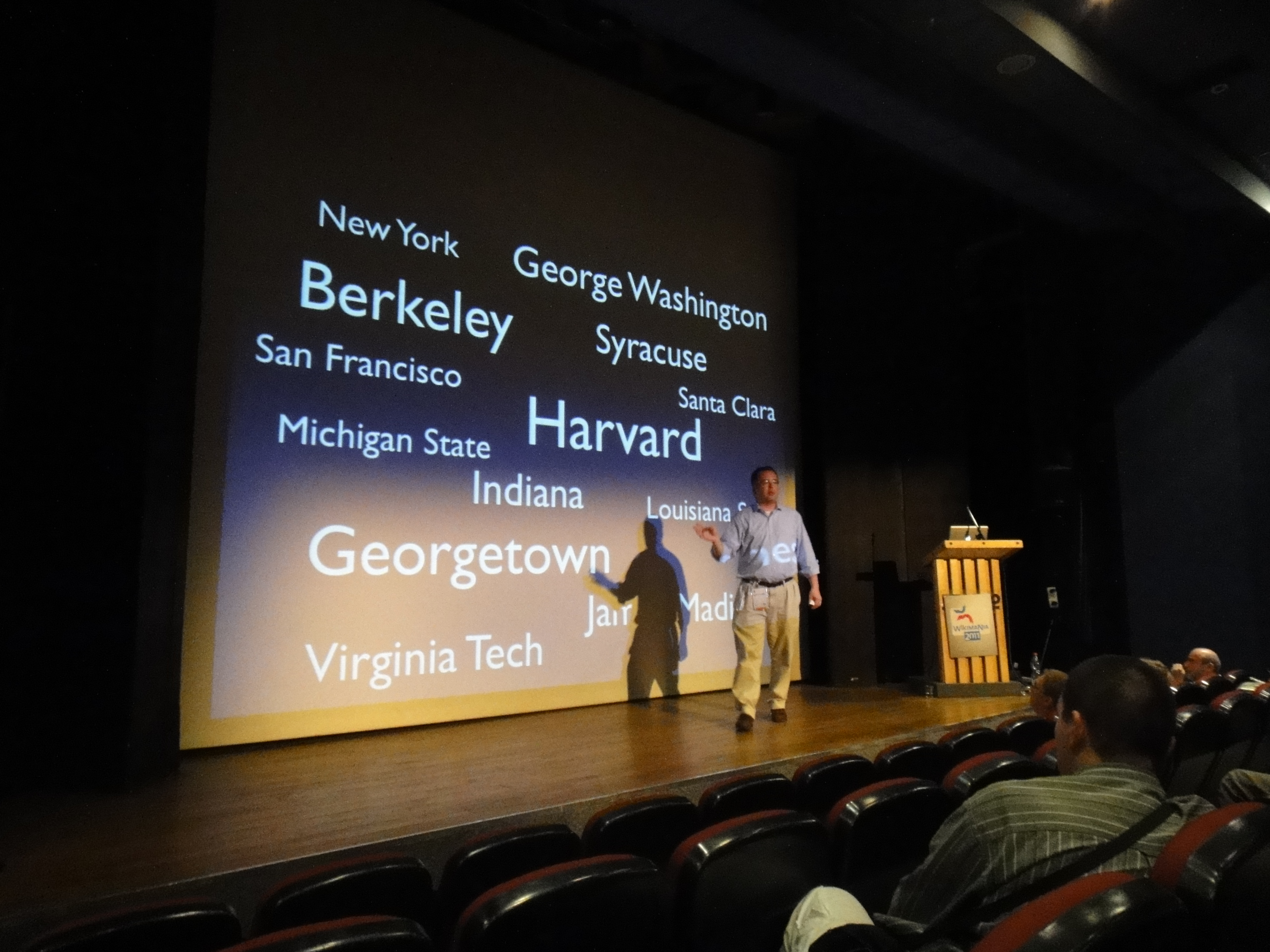
Un ponent que fa una presentació amb un projector

Una presentació és un mitjà per transmetre informació d'un ponent al seu públic. Les presentacions solen ser demostracions, introduccions, conferències o discursos destinats a informar, persuadir, inspirar, motivar, generar bona voluntat o presentar una idea/producte nou. Les presentacions solen requerir preparació, organització, planificació d'esdeveniments, escriptura, ús d'ajudes visuals, tractar l'estrès i respondre preguntes. "Els elements clau d'una presentació consisteixen en el presentador, l'audiència, el missatge, la reacció i el mètode per pronunciar el discurs per a l'èxit de l'organització d'una manera eficaç".
Les presentacions s'utilitzen àmpliament en entorns de treball terciari, com ara els comptables que donen un informe detallat de les finances d'una empresa o un emprenedor que presenta la seva idea de risc als inversors. El terme també es pot utilitzar per a una introducció o ofrena formal o ritualitzada, com amb la presentació d'un debutant. Les presentacions en determinats formats com les presentacions interactives, en les quals hi participa el públic, també es representen cada cop amb més freqüència. En lloc d'un monòleg, això crea un diàleg entre l'orador i el públic. Els avantatges d'una presentació interactiva és, per exemple, que atrau més l'atenció de l'audiència i que la interacció crea un sentit de comunitat.

## Elements visuals
Un programa de presentació s'utilitza habitualment per generar el contingut de la presentació, alguns dels quals també permeten que les presentacions es desenvolupin de manera col·laborativa, per exemple, utilitzant Internet per col·laboradors geogràficament dispars. Els visualitzadors de presentacions es poden utilitzar per combinar contingut de diferents fonts en una presentació. Alguns dels productes de presentació populars utilitzats a tot el món són oferts per Apple, Google i Microsoft.
Microsoft PowerPoint i Google Slides són eines efectives per desenvolupar diapositives, tot i que Google Slides permet que els grups treballin junts mitjançant Google Drive per actualitzar cada compte a mesura que s'edita. Contingut com ara text, imatges, enllaços i efectes s'afegeix a cadascun dels programes de presentació per oferir informació útil i consolidada a un grup. Els elements visuals augmenten l'eficàcia d'una presentació i ajuden a emfatitzar els punts clau que es fan mitjançant l'ús de tipus, color, imatges/vídeos, gràfics, disseny i transicions.

### Llegibilitat
Un mitjà habitual d'ajudar a transmetre informació i a mantenir l'audiència en el bon camí és mitjançant la incorporació de text en una mida i tipus de lletra llegibles. D'acord amb l'article "Preparar i oferir una presentació efectiva", les presentacions efectives solen utilitzar tipus de lletra serif (p. ex. Times New Roman, Garamond, Baskerville, etc.) per al text més petit i els tipus de lletra sans serif (p. ex. Helvetica, Futura, Arial, etc.) per a encapçalaments i text més gran. Els tipus de lletra s'utilitzen juntament amb la mida del tipus per millorar la llegibilitat per al públic. També es pot utilitzar una combinació d'aquests tipus de lletra per crear èmfasi. La majoria dels tipus de lletra d'una presentació es mantenen senzills per facilitar la llegibilitat. Els estils de lletra, com la negreta, la cursiva i el subratllat, s'utilitzen per destacar punts importants.
És possible emfatitzar el text i mantenir-ne la llegibilitat mitjançant l'ús de colors contrastats. Per exemple, les paraules negres sobre un fons blanc emfatitzen el text que es mostra, però encara ajuden a mantenir-ne la llegibilitat. El text que contrasta amb el fons d'una diapositiva també millora la visibilitat. La llegibilitat i la visibilitat milloren una experiència de presentació, la qual cosa contribueix a l'eficàcia de la mateixa. Alguns colors també s'associen a emocions específiques i l'aplicació adequada d'aquests colors augmenta l'eficàcia d'una presentació mitjançant la creació d'una experiència immersiva per al públic.

### Imatges/vídeos
Les imatges grans rellevants per a la presentació atrauen l'atenció de l'audiència que, al seu torn, poden aclarir els temes de la presentació. L'ús d'imatges amb moderació ajuda a donar suport a altres elements de presentació (per exemple, text). S'utilitzen vídeos breus per ajudar el presentador a reforçar el seu missatge a l'audiència. Amb el reforç addicional que ofereixen les imatges i els vídeos, es pot millorar l'eficàcia d'una presentació.

## Avaluació de les presentacions
No hi ha una llista completa de criteris comuns entre els estudis de recerca o les institucions educatives en una rúbrica de presentació típica utilitzada per avaluar les presentacions. No obstant això, De Grez et al., en consulta amb professors d'educació superior experimentats, van desenvolupar una rúbrica composta per nou criteris d'avaluació, dels quals cinc tractaven sobre la manera d'entregar (interacció amb el públic, entusiasme, contacte visual, pronunciació vocal i llenguatge corporal).), tres estaven relacionats amb el contingut (estructura, qualitat de la introducció i conclusió) i un avaluava la professionalitat general.